# Haus des Muselmanns

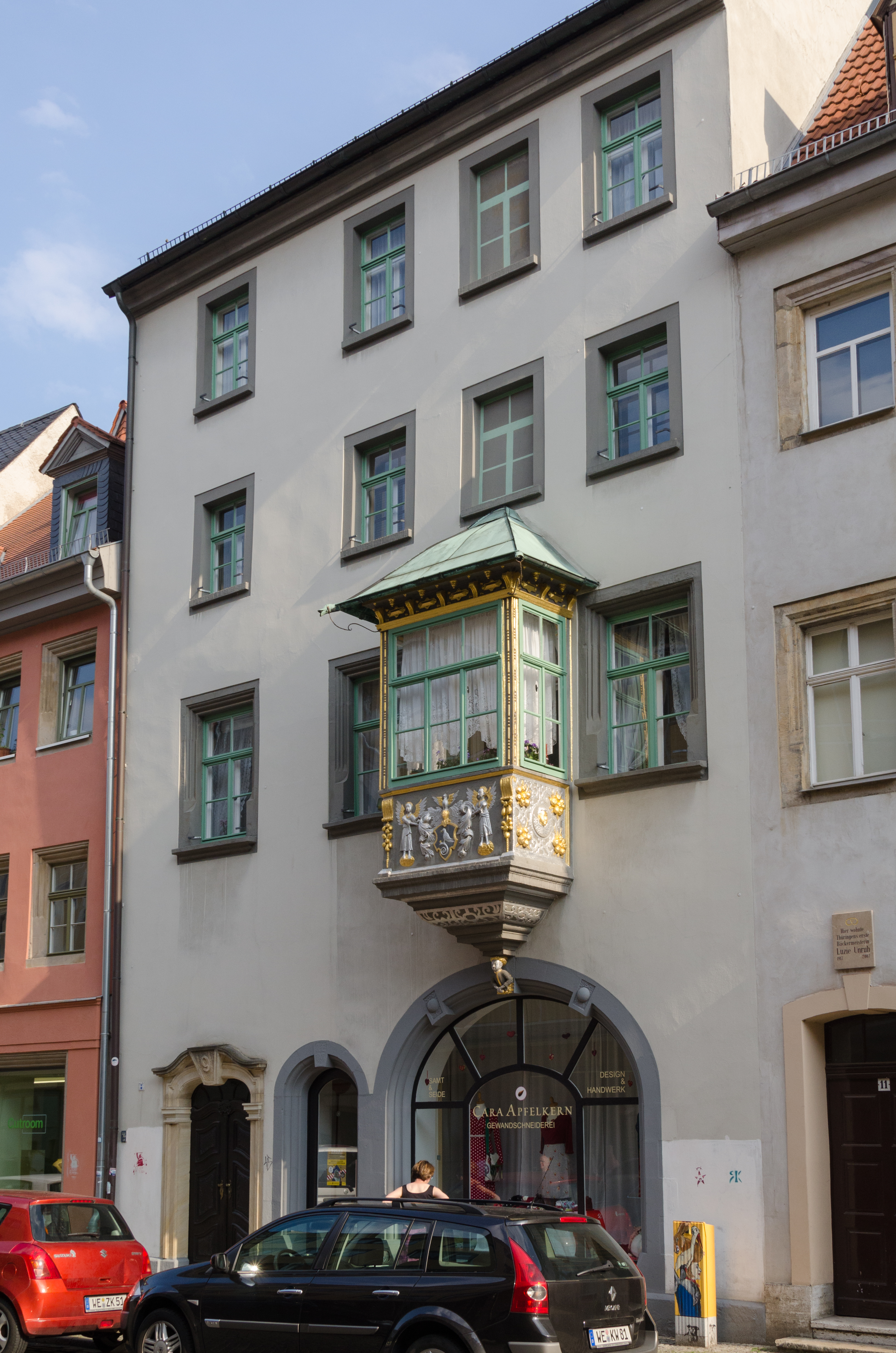
Weimar, Marktstraße 9

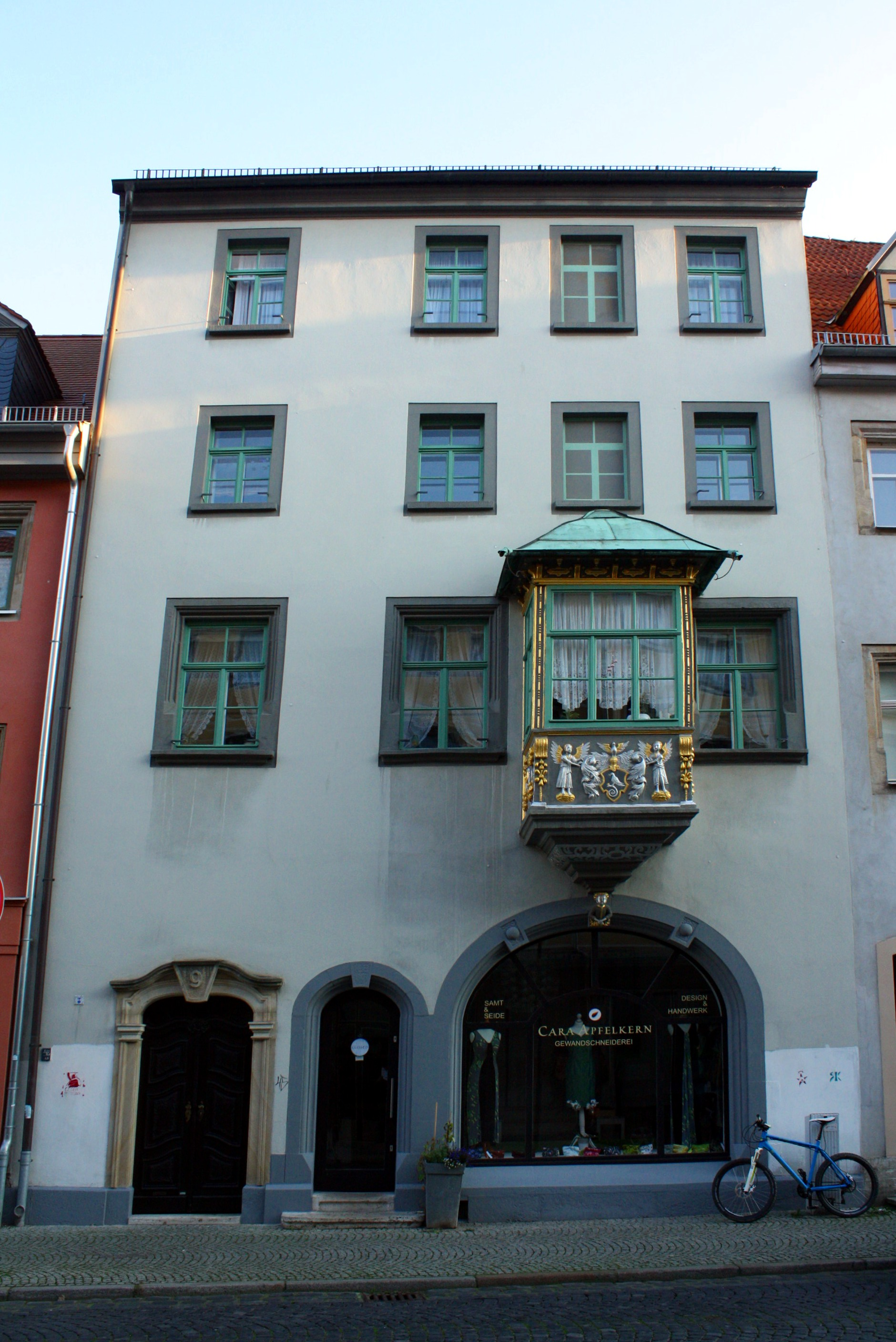
Fassade

Das Haus des Muselmanns ist eines der ältesten Häuser in der Marktstraße 9 in Weimar, das schon seit 1542 in dem Steuerregister aufzufinden ist. 

## Geschichte
Als häufig wechselnde Eigentümer dieses Hauses erschienen Tuchscherer, Fleischer, Strumpfhändler bzw. Kammersekretär. Auffällig ist der reichverzierte Erker, dessen namensgebendes Detail allerdings wohl später angebracht wurde. Auch der Erker selbst stammt wahrscheinlich nicht aus der Erbauungszeit des Hauses. Der Türkenkopf auf dem Konsolstein weist auf einen Eigentümer hin namens „August Muselmann“, der laut Hannelore Henze und Ilse-Sibylle Stapff türkischer Abstammung war. Hinsichtlich dieses August Muselmann machten die beiden noch einige biographische Angaben. Er war demnach Perückenmacher, der es in Weimar zu Reichtum brachte und dieses Haus sich schließlich leisten konnte. Außerdem war er Lakai, Kaufmann und Stadtleutnant. Seinen ursprünglichen Namen kennt man nicht. Doch kam dieser Mann als etwa siebenjähriges Kind (1660–1664) im türkischen Krieg in Ungarn in deutsche bzw. kaiserliche Hände und fiel durch seine golddurchwirkte Kleidung auf. In Sondershausen bekam es seine evangelische Taufe auf den Namen Heinrich August Muselmann, da das Kind die Vornamen der Taufpaten bekam. Der Fürst von Sondershausen bekam den Jungen als Geschenk, gab ihn jedoch weiter an den Herzog Wilhelm Ernst von Sachsen-Weimar-Eisenach (1662–1728). Das Haus konnte Muselmann schließlich 1722 für 1000 Gulden erwerben. Nach seinem Tode wechselten wieder oft die Besitzer. So war es im Besitz u. a. des Hofkonditors Carl Preller, dem Vater des Malers Friedrich Preller der Ältere und ab 1905 des Tabakhändlers Richard Eismann, der das Haus um eine Etage aufstocken und im Schlussstein seine Initialen und das Baujahr anbringen ließ, die aber wegen der Übertünchung nicht mehr lesbar ist. Die zum Wohnteil führende Barocktür ist noch erhalten. Der Schlussstein über der Eingangstür zeigt die Hausnummer 9.
Das Gebäude steht auf der Liste der Kulturdenkmale in Weimar (Einzeldenkmale).